# Andreas Armsdorff
Andreas Armsdorff (né le 9 septembre 1670 à Mühlberg près de Gotha, et décédé le 31 décembre 1699 à Erfurt) est un organiste et compositeur allemand de la période baroque.

## Biographie
Il étudie la musique et le droit. Il est titulaire de plusieurs orgues à Erfurt, successivement à la Reglerkirche (de), à l'église Saint-André et à la Kaufmannskirche (de).

## Œuvres
Son œuvre est peu abondante, notamment en raison de sa mort précoce. Elle comporte des pièces de musique de chambre, des chorals-préludes très populaires à son époque à en juger les nombreuses copies de ces pièces en Allemagne à cette époque.
Peu de ses œuvres sont parvenues jusqu'à nous. Allein Gott in der Höh sei Her est un trio où la ligne mélodique en canon est basée sur un tonalité différente de la celle de base jouée à la pédale. Allein zu dir, Herr Jesu Christ est l'exemple de la ligne mélodique en forme choral.

## Éditions
- Elf Orgelchorale des siebzehnten Jahrhundrets, ed. F. Dietrich (Kassel, 1932) ;
- Jahrhundrets, ed. H. Keller (Leipzig, 1937) ;
- Orgelchorale um Joh. Seb. Bach, ed. G. Frotscher (Leipzig, 1937).

## Source
- (en) Cet article est partiellement ou en totalité issu de l’article de Wikipédia en anglais intitulé « Andreas Armsdorff » (voir la liste des auteurs).